# Lispocephala fuscofacies
Lispocephala fuscofacies är en tvåvingeart som beskrevs av Malloch 1928. Lispocephala fuscofacies ingår i släktet Lispocephala och familjen husflugor. Inga underarter finns listade i Catalogue of Life.